# الغواصة الألمانية يو-1061
غواصة يو-1061 غواصة يو بوت ألمانية من الفئة السابعة أف بنيت لسلاح بحرية ألمانيا النازية كريغسمارينه، في أحواض فريدريش كروب في كيل خلال الحرب العالمية الثانية.